# Phelsuma ravenala
Phelsuma ravenala là một loài thằn lằn trong họ Gekkonidae. Loài này được Raxworthy, Ingram, Rabibisoa & Pearson mô tả khoa học đầu tiên năm 2007.